# Columba Blango
Columba Blango (ur. 23 kwietnia 1956) – sierraleoński lekkoatleta, wieloboista, olimpijczyk.
W roku 1980 reprezentował swój kraj na igrzyskach w Moskwie. Startował w dziesięcioboju mężczyzn, zajął 16. miejsce z 5214 punktami (nie zaliczył żadnej wysokości w skoku o tyczce).

## Rekordy życiowe
| Konkurencja                   | Wynik     | Miejsce | Data          |
| ----------------------------- | --------- | ------- | ------------- |
| Dziesięciobój lekkoatletyczny | 5214 pkt. | Moskwa  | 26 lipca 1980 |